# Стіна змій
«Стіна змій» (англ. The Wall of Serpents) — фантастична повість Лайона Спрег де Кемпа та Флетчера Претта в жанрі «гумористичне фентезі». Четверта повість циклу про Гарольда Ши. Була опублікована в червні 1953 року журналом Fantasy Fiction.

## Сюжет
Коли дружина Гарольда Бельфеба, родом зі світу «Королеви фей» Спенсера, була випадково перенесена до поеми Лудовіко Аріосто «Несамовитий Роланд» (повість «Залізний замок»), поліція запідозрила його в її зникненні. У той час як йому врешті вдалося повернути її, двоє інших, його колега Волтер Баярд і поліцейський Піт Бродський, залишилися в пастці світу Колріджа «Занаду».
Оскільки вміння Ши подорожувати між всесвітами все ще є не певним, він вирішує звернутися за професійною допомогою до чарівника Вейнемейнена зі світу «Калевали», щоб витягнути їх. Гарольд і Бельфеба потрапляють у правильний світ, але до іншого чарівника, до образливого й ненадійного Леммінкяйнена, який обманом змушує їх служити своїм цілям. Переконуючи його, що їм потрібна допомога їхніх друзів, Ши переконує чарівника викликати їх. Всі разом вони вирушають до Похйоли допомагати Леммінкяйнену в розбірці з тамтешньою чаклункою Лоукі. Під час вирішальної битви Баярд розробляє метод передбачення майбутнього, але його випробування руйнує магію Леммінкяйнена. Мандрівники потрапляють в полон і Баярд ненавмисно переносить їх у світ ірландських міфів.